# Drepcăuți, Briceni
Drepcăuți este un sat din raionul Briceni, Republica Moldova.

## Amplasarea geografică
Drepcăuți este așezat la nordul Moldovei pe magistrala auto Chișinău-Cernăuți. Cândva avea și un drum Drepcăuți-Hotin. Distanța până la stația de cale ferată Lipcani - 9 km, până la centrul raional Briceni - 33 km, până la Chișinău - 265 km.

## Istoria satului
Drepcăuții de azi denotă o denumire comună pentru câteva sătișoare mici, care pe vremuri se dezvoltau pe una și aceeași moșie mare de pe malul Prutului. Stăpânii lor se schimbau la fel de des, ca și vestiții călători, care treceau pe aici spre Iași sau de la Iași.
Despre cătunul Ceabrău aflăm dintr-un hrisov de la Alexandru cel Bun și de la Iliaș și Ștefan Voievozi pentru fiii boierului Sandru, nepoți ai lui Cozma Sandrovici. Zălucea a fost satul unde ședea Dragomir, dăruit boierului Mihail de la Dorohoi în ziua de 20 dec. 1437. Au fost atestate, de asemenea, sătișorul și moșia Cozareuți, menționate documentar la 15 iunie 1431. Rămânem la această atestare documentară, cu toate că drepcăuțenii de azi, și cei mai bătrâni, și cei mai tineri, și cei mai cu carte, nu prea știu de așa ceva și nici un toponim asemănător nu prea cunosc. Acesta poate fi satul Cozireni, care e la 7 km de Drepcăuți, în Ucraina, pe timpuri același județ Hotin. Dar cine știe, poate că a și fost cândva și un astfel început de sătișor. În schimb, locuitorii satului și azi mai denumesc niște mahalale ale Drepcăuților Ceabrău și Zalucea, adică după vechile denumiri ale fostelor sătișoare.
Mai există și mahalaua Bordei, a cărei etimologie vine de la un prim bordei, probabil, care a fost cândva așezat aici. Se știe, însă, că au mai fost aici 2 cătune - Ștefănești și Ostrov, unde oamenii primiseră pământ. Ștefăneștii chiar porniseră destul de ascendent, avea deja 14-16 case, Ostrovul numai 4-5, dar au fost strămutate în Drepcăuți. Ștefăneștii se numeau astfel pentru că prima locuință aici și-a făcut-o un oarecare Ștefan, deși oamenii îi mai ziceau Copaci, pentru că era aici un pâlc de copaci. Ostrov, de asemenea, în limba vorbită se folosea, deoarece se afla pe locul numit Ostrov.
Așezări omenești, însă, au fost pe aceste locuri și mai înainte. În împrejurimile satului se află 8 movile funerare, rămase de la migratorii asiatici. Cea mai înaltă, de 9 m. și cu un diametru de 50 m. se află la marginea de nord a satului. Tot aici, La Movilă sau La Grâușor, cum numesc băștinașii acest loc, se află încă o movilă de 3 m. înălțime și un diametru de 25 m. Încă 2 movile de 3 m. înălțime și diametrul de 20–25 m. se află la nord-estul și sud-estul satului, pe locurile La Kent și Pe Ostrov.
O movilă de 4 m. înălțime se află la marginea de sud a localității, la Cadâr. Ea are un diametru de 25 m. Încă 3 movile de 2 m. înălțime și un diametru de 20 m. se înalță la nordul satului, La Movilă și La Șora. Majoritatea movilelor la Drepcăuți în prezent se ară. Nu se cunoaște exact cauza decedării nomazilor, dar e clar că băștinașii nu se lăsau cu una, cu două prădați de migratorii străini și nu o dată intrau în luptă cu ei, uneori pierzându-și viața, iar alteori răpunându-i pe musafirii nepoftiți.
Cercetătorul Vladimir Nicu a studiat și el această localitate și chiar a publicat în ziarul «Moldova Suverană» (10 ian. 1995) o schiță interesantă. El constată că în 1667 trec pe aici cetele de oaste ale domnitorului Moldovei Petriceico Vodă și ale domnului Munteniei Grigore Vodă. Ele trec Prutul pe la Zalucea. Deci, aceste sătișoare erau deja bine cunoscute.
Denumirea actuală Drepcăuți o aflăm dintr-un document din 15 iulie 1702 «ca sat al lui Ioan Aga», dar ca sat pe harta județului Hotin , îl aflăm abia după 1812, când s-au schimbat și stăpânii cei mari, și cei mici.
Dicționarul statistic al RM din 1994 fixa în Drepcăuți 1.195 de gospodării cu 2.945 de locuitori. Fondul locativ atunci constituia 54,1 mii mp.

## Demografie

### Structura etnică
Structura etnică a satului conform recensământului populației din 2004:
| Grup etnic         | Populație | % Procentaj |
| ------------------ | --------- | ----------- |
| Moldoveni / Români | 2.497     | 97,16%      |
| Ucraineni          | 39        | 1,52%       |
| Ruși               | 15        | 0,58%       |
| Găgăuzi            | 3         | 0,12%       |
| Alții              | 16        | 0,62%       |
| Total              | 2.570     | 100%        |

## Administrație și politică
Componența Consiliului local Drepcăuți (11 consilieri), ales la 5 noiembrie 2023, este următoarea:
|  | Partid                                       | Consilieri | Componență | Componență | Componență | Componență | Componență |
|  | -------------------------------------------- | ---------- | ---------- | ---------- | ---------- | ---------- | ---------- |
|  | Partidul Acțiune și Solidaritate             | 5          |            |            |            |            |            |
|  | Partidul Socialiștilor din Republica Moldova | 4          |            |            |            |            |            |
|  | Partidul Democrația Acasă                    | 2          |            |            |            |            |            |

## Personalități
- Dumitru Ghițu (1931-2009), membru al Academiei de Științe a Moldovei
- Boris Gâlca, reprezentant adjunct al Fondului Națiunilor Unite pentru Populație (UNFPA) în Moldova, doctor în științe medicale, deține titlurile de Magistru în Relații Internaționale și Magistru în Sănătatea Publică
- Victor Rusnac (n. 1934), scriitor
- Eugen Rusnac (1960-2011), scriitor, doctor conferențiar, profesor universitar la Universitatea Pedagogică Ion Creangă din Chișinău, Facultatea Limbi Străine